# (6900) 1988 XD1
A (6900) 1988 XD1 a Naprendszer kisbolygóövében található aszteroida. Masaru Arai és Hiroshi Mori fedezte fel 1988. december 2-án.